# Тьерселе
Тьерселе́ (фр. Tiercelet) — коммуна во французском департаменте Мёрт и Мозель региона Лотарингия. Относится к  кантону Вильрюп.	

## География
Тьерселе расположен в 45 км к северо-западу от Меца. Соседние коммуны: Юссиньи-Годбранж на севере, Тиль и Реданж на северо-востоке, Вильрюп на востоке, Бреэн-ла-Виль н юге, Виллер-ла-Монтань на западе.

## История
Поселение известно с 1333 года как Thiesxelleix. Относилось к епископату Трира. Во время Тридцатилетней войны (1618—1648) было полностью разрушено и вновь построено неподалёку около местного замка, который был разрушен впоследствии в 1671 году по приказу Людовика XIV. В 1817 году к Тьерселе были присоединены ферма Буренн и местечко с мельницей Кюссанж.

## Демография
Население коммуны на 2010 год составляло 660 человек.
| 1962 | 1968 | 1975 | 1982 | 1990 | 1999 | 2010 |
| ---- | ---- | ---- | ---- | ---- | ---- | ---- |
| 358  | 366  | 429  | 544  | 538  | 504  | 660  |